# Гебхардт II (Лойхтенберг)
Гебхардт II фон Лойхтенберг (на немски: Gebhardt II von Leuchtenberg; * 1146; † сл. 28 юни 1168) е граф на Лойхтенберг (1158 – 1168).

## Биография
Той е син на Гебхардт I фон Лойхтенберг († 1146), господар на Валдек-Лойхтенберг, и съпругата му Хайлвига фон Ленгенфелд († 1160), наследница на Господство Валдек, дъщеря на граф Фридрих III фон Петендорф-Ленгенфелд-Хопфенлое († 3 април 1119) и Хайлика Швабска († сл. 1110), която е дъщеря на херцог Фридрих I от Швабия и Агнес фон Вайблинген, втората дъщеря на император Хайнрих IV и Берта Савойска.
Гебхардт II последва баща си през 1146 г. Той придружава император Фридрих I Барбароса в неговия поход в Италия и е издигнат от него на граф през 1158 г. Гебхардт II участва и в четвъртия военен поход.
Умира след 28 юни 1168 г. и е погребан в манастир Енсдорф в Горен Пфалц, Бавария.

## Фамилия
Гебхардт II се жени за Юта фон Фобург, дъщеря на маркграф Диполд IV фон Фобург и Матилда Баварска. Те имат децата:
- Диполд I (1168 – 1209), граф на Лойхтенберг, от 1196 г. ландграф
- Хайлвиг, омъжена за Бертхолд II фон Ифелдорф-Ешенлое